# Franca Lehfeldt
Franca Lehfeldt (* 12. September 1989 in Hamburg) ist eine deutsche Fernsehmoderatorin und Reporterin.

## Leben
Franca Lehfeldt ist die Tochter des Hamburger Kaufmanns Claus-Holger Lehfeldt. Nach ihrem Abitur am Internat Schloss Neubeuern im Jahr 2009 besuchte Lehfeldt von 2009 bis 2012 das private Glion Institute of Higher Education in Glion (bei Montreux, Schweiz), wo sie Hotelmanagement und Betriebswirtschaftslehre studierte und einen Bachelor (BBA) in International Hospitality Management and Development und BWL erhielt. Anschließend absolvierte Lehfeldt mit einem Master in Strategic Marketing die International School of Management (ISM).
Von 2017 bis 2018 besuchte Franca Lehfeldt die RTL-Journalistenschule; in dieser Zeit fing sie an, bei RTL als Reporterin zu arbeiten. Im April 2021 wurde sie „Chefreporterin Politik-Magazine“. Sie war bei der infoNetwork GmbH angestellt, einer Firma der Mediengruppe RTL, und im RTL-Hauptstadtstudio beschäftigt. Lehfeldt arbeitete fünf Jahre lang für RTL News und berichtete für RTL-Nachrichtensendungen über die Geschehnisse in Kanzleramt und Bundestag. Zusammen mit dem ehemaligen RTL-Journalisten Heiner Bremer moderierte sie 2021 den Politik-Podcast Redezeit. 2022 wechselte sie zum Fernsehsender Welt und war dort Chefreporterin Politik. Ab Oktober 2022 moderierte sie dort zusammen mit Hendrik Streeck das Fernsehmagazin Welt Gesundheit. Ende Oktober 2023 verließ Lehfeldt Springer und Welt und machte sich mit einer Agentur für Kommunikation und Marketing selbständig.
2018 wurde ihre Beziehung mit dem FDP-Bundesvorsitzenden Christian Lindner öffentlich bekannt. Michael Borgers vom Deutschlandfunk sah Anfang September 2021 deswegen „journalistische Interessenkonflikte“. Im September 2021 verlobte sich Lehfeldt mit Lindner; am 7. Juli 2022 heirateten Lehfeldt und Lindner auf Sylt. Im April 2025 wurden Lehfeldt und Lindner Eltern einer Tochter.
Im März 2023 wurde Lehfeldts erstes Buch Alte weise Männer, das sie mit Nena Brockhaus geschrieben hatte, im Gräfe und Unzer Verlag veröffentlicht. Das Sachbuch erreichte Platz drei der Sachbuch-Bestsellerliste und hielt sich mehrere Wochen.

## Veröffentlichungen
- Nena Brockhaus, Franca Lehfeldt: Alte Weise Männer: Hommage an eine bedrohte Spezies. Gräfe und Unzer, München 2023, ISBN 978-3-8338-8739-0.